# Quaranta ruggenti

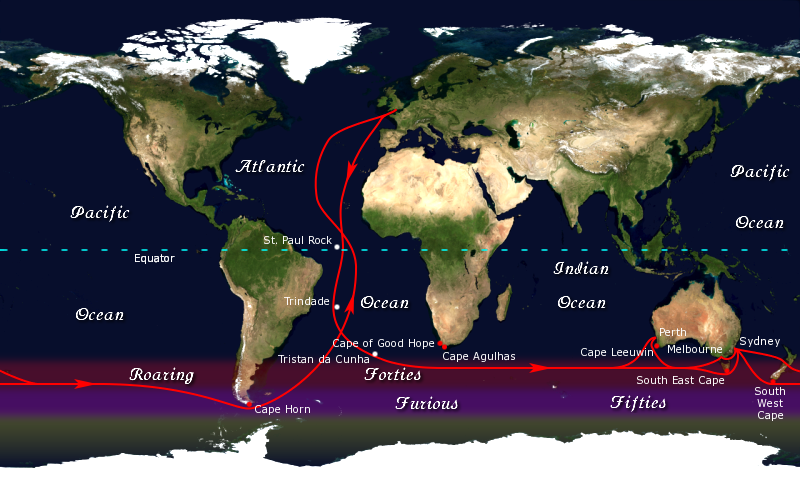
Cartina geografica raffigurante l'area dei Quaranta ruggenti e dei Cinquanta urlanti

L'espressione Quaranta ruggenti (in inglese: Roaring Forties), con riferimento al 40º parallelo, è stata coniata dagli inglesi all'epoca dei grandi velieri che passavano per Capo Horn. Poiché la forza del vento aumenta procedendo verso sud, oltre il 50º parallelo gli stessi inglesi parlavano di Furious Fifties (che in italiano viene tradotto con Cinquanta urlanti).
Con Quaranta ruggenti e Cinquanta urlanti vengono convenzionalmente indicate in marineria due fasce di latitudini australi caratterizzate da forti venti provenienti dal settore ovest (predominanti), le quali si collocano rispettivamente tra il 40º e il 50º parallelo e tra il 50º e il 60º parallelo dell'emisfero meridionale.
Tali venti hanno la stessa origine dei venti da ovest dell'emisfero settentrionale, ma la loro intensità è superiore di circa il 40 per cento: ciò è dovuto alla serie di intense depressioni che interessano queste zone, dovute all'incontro tra l'aria fredda dell'Antartide e l'aria calda proveniente dal centro degli oceani; inoltre questi venti sono amplificati dalla relativa scarsità di terre emerse nell'emisfero sud, cosicché soffiando sempre sul mare non incontrano mai terraferma che li potrebbe frenare.
La denominazione deriva dal nome dei paralleli alla cui latitudine soffiano questi venti, Quaranta o Cinquanta, e dal rumore che il vento produce sibilando attraverso gli alberi, il sartiame e la velatura delle imbarcazioni a vela, che somiglia a un ruggito sui 40° e a un grido sui 50°.